# Кавчич, Иван
Иван Иванович «Нанде» Кавчич (словен. Ivan Ivana "Nande" Kavčič, сербохорв. Иван Ивана "Нанде" Кавчич; 14 декабря 1913, Десеняк — 13 июля 1943, Села-при-Шумберке) — югославский словенский партизан Народно-освободительной войны, Народный герой Югославии.

## Биография
Родился 14 декабря 1913 года в селе Десеняк близ Лютомера в бедной семье. Работал землекопом в Любляне, где вступил в рабочее движение. С января 1936 года состоял в Союзе землекопов Югославии, начал оказывать помощь Союзу коммунистов Югославии и благодаря своему труду вступил туда в 1938 году.
С 1936 года участвовал во многочисленных стачках и акциях протеста: так, в 1936 году он участвовал в восьмидневной забастовке землекопов, в 1939 году он участвовал в демонстрации в Любляне против повышения цен, а в мае и сентябре 1940 года даже возглавил демонстрации. Будучи преданным делу коммунизма, Иван также был ярым антинацистом, о чём говорит его участие в демонстрации 1939 года, осуждающей оккупацию Австрии, Чехословакии и Польши. В Любляне Кавчич издавал газету «Delavski entonosti» (со словен. — «Рабочее единство»), которая оставалась единственной легальной после роспуска всех рабочих синдикатов. Вскоре он возглавил военную комиссию про ЦК КП Словении.
В октябре 1940 года, спустя несколько дней после завершения очередной забастовки, Ивана призвали на военную службу. Несмотря на запрет коммунистической пропаганды, в армии он создал тайную революционную организацию, которую тщательно контролировал. Спустя некоторое время после возвращения из армии в Томачёво Иван, предчувствуя надвигающуюся на Югославию войну, на съезде Компартии Словении призвал всех её членов вступать в армию Югославии и готовиться к обороне страны.
Оккупация немцами Югославии привела к свержению монархии, однако попытки немецкой администрации вместе с коллаборационистами подавить антинемецкое сопротивление не увенчались успехом. Иван стал одним из организаторов Освободительного фронта Словении и де-факто позволил начать партизанскую деятельность в стране. Он вошёл в состав Военного комитета ЦК КП Словении в Люблянском округе и Мобилизационной комиссии в июне 1941 года, а затем после основания «Народной самообороны» получил должность первого военного референта Окружного сбора Освободительного фронта в Любляне.
В феврале 1942 года было основано Попечительство ЦК КП Словении, которое имело своё влияние в Любляне. Секретарём попечительства был Борис Крайгер, также в состав вошли Иван Кавчич и Франц Равбар. Попечительство вело радиопереговоры как с райкомами КП Словении, так и с ЦК КПЮ, со штабом НОАЮ и даже с Москвой. За переговоры отвечал именно Кавчич, который работал под оперативным псевдонимом «Нанде».
Главный штаб НОАЮ в Словении доверял ему не только выполнение боевых заданий, но и проведение политических акций. Некоторое время Кавчич был политруком Томшичевой ударной бригады, которая позднее получила имя 1-й словенской пролетарской. В одной из битв Иван был тяжело ранен, но после выздоровления возглавил Западнодоленьский отряд, а с декабря 1942 года — 2-ю оперативную роту. В мае 1943 года он получил должность заместителя политрука в Главном штабе НОАЮ в Словении.
13 июля 1942 в Селе-при-Шумберке (близ Требне) во время битвы с итальянскими и словенскими коллаборационистскими частями Иван Кавчич трагически погиб от взрыва гранаты. После войны был перезахоронен на Кладбище народных героев в Любляне. 25 октября 1943 по решению Верховного штаба НОАЮ и личной инициативе Главного штаба НОАЮ в Словении посмертно был награждён званием Народного героя Словении наравне со Славко Шландером, Тоне Томшичем и Любо Шерцером.